# Alleynes Bay
Alleynes Bay är en vik på Barbados.   Den ligger i parishen Saint James, längs landets västkust, 11 kilometer norr om huvudstaden Bridgetown. 